# Сульфат гафния(IV)
Сульфат гафния(IV) — неорганическое соединение, соль металла гафния и серной кислоты с формулой Hf(SO4)2, бесцветные кристаллы, растворимые в воде, образует кристаллогидрат.

## Получение
- Безводную соль получают действием концентрированной серной кислоты на оксид или хлорид гафния:

{\displaystyle {\mathsf {HfO_{2}+2H_{2}SO_{4}\ {\xrightarrow {}}\ Hf(SO_{4})_{2}+2H_{2}O}}}
{\displaystyle {\mathsf {HfCl_{4}+2H_{2}SO_{4}\ {\xrightarrow {}}\ Hf(SO_{4})_{2}+4HCl}}}

## Физические свойства
Сульфат гафния(IV) образует бесцветные гигроскопичные кристаллы, растворимые в воде с гидролизом по катиону.
Образует кристаллогидрат состава Hf(SO4)2•4H2O, который теряет воду при температуре выше 100°С.

## Химические свойства
- Из растворов в концентрированной серной кислоте выделена трисульфатогафниевая кислота:

{\displaystyle {\mathsf {Hf(SO_{4})_{2}+H_{2}SO_{4}+3H_{2}O\ {\xrightarrow {}}\ H_{2}[Hf(SO_{4})_{3}]\cdot 3H_{2}O}}}
для которой известны соли, например K2[Hf(SO4)3].
- При растворении в серной кислоте с сульфатами щелочных металлов образует сложные соли сульфатогафниаты:

{\displaystyle {\mathsf {Hf(SO_{4})_{2}+2Na_{2}SO_{4}\ {\xrightarrow {}}\ Na_{4}[Hf(SO_{4})_{4}]}}}